# 蒋剑春
蒋剑春（1955年2月1日—），男，江苏溧阳人，中国林产化工专家，中国林业科学研究院林产化学工业研究所研究员、博士、博士生导师、国家林产化学工程技术研究中心主任，中国工程院院士。

## 经历
1955年2月生于江苏省溧阳县汤桥（今属上兴镇），少时成长于强埠（今属南渡镇）。1980年毕业于上海化工学院。
1982年起在中国林业科学研究院林产化学工业研究所工作，1993年获工学硕士学位，1999年晋升为研究员，2003年获博士学位，2004年至2016年任中国林业科学研究院林产化学工业研究所所长。
2017年当选为中国工程院农业学部院士。